# Thaidene-Nëné-Nationalpark
Der Thaidene-Nëné-Nationalpark (englisch Thaidene Nëné National Park Reserve of Canada, französisch Réserve de parc national du Canada Thaidene Nëné) ist ein kanadischer Nationalpark in den Nordwest-Territorien. Der Name des Parks entspringt dem Chipewyan und bedeutet „Land der Vorfahren“.
Der im Jahr 2019 eingerichtete Park ist der jüngste der kanadischen Nationalparks. Abweichend von den meisten anderen kanadischen Nationalparks, ist er einer der zurzeit zehn Parks, die den Zusatz Reserve führen. Dieser Zusatz ergibt sich aus abweichenden Nutzungsrechten für die lokalen autochthonen Völker. Der Park wird gemeinschaftlich durch lokale Völker der First Nations (den Łutsël K'é Dene First Nation, den Deninu Kųę First Nation und den Yellowknives Dene First Nation), den Métis sowie Parks Canada verwaltet.
Das westliche Parkende liegt unweit der kleinen Siedlung Łutselk'e. Der Park zieht sich vom östlichen Ufer des Großer Sklavensee aus nach Osten, durch den subarktischen borealen Wald der North Slave Region. Sein Schutzgebiet umfasst zahlreiche kleine und größere Seen, unter anderem den Artillery Lake.
Bei dem Park handelt es sich um ein Schutzgebiet der IUCN-Kategorie II (Nationalpark).